# Carla Boyd
Carla Boyd (31 de outubro de 1975) é uma ex-basquetebolista profissional australiana, medalhista olímpica.

## Carreira
Carla Boyd integrou a Seleção Australiana de Basquetebol Feminino, em Sydney 2000, conquistando a medalha de prata.